# 東亜連盟
『東亜連盟』（とうあれんめい）は、日本で刊行されていた雑誌。

## 概要
1939年11月東亜連盟協会（石原莞爾の指導により創立された国家社会主義団体。日本、満州、中国による「東亜連盟」の結成を構想、国防の共同，経済の一体化，政治の独立，文化の交流を掲げた。1939年創立、1946年占領軍により解散させられた）によって創刊される。
創刊号では近衛三原則を掲げ、これにより戦争を終結させ和平の実現を目指す。
繆斌の思想には『東亜連盟』と重なり合う部分があった。繆斌は田村真作を通じて『東亜連盟』を入手し、それの孫文の大アジア主義の主張との親近性を確認したといわれる。
華北で新民会以外の団体活動が禁止されていた時期には、『東亜連盟』の刊行は唯一の合法活動であった。
執筆者の総数は300人を超える。
1945年10月まで発行される。
1996年、柏書房より『東亜連盟』の創刊号から最終号までの収録した全17巻の復刻版が刊行される。